# 兰格尔 (阿拉斯加州)
兰格尔（英語：Wrangell），是美国阿拉斯加州的一座城市。该市的人口在2000年为2308人，2010年有2369人。人口在阿拉斯加州排行第20。